# 石原近義
石原 近義（いしはら　ちかよし、天保2年12月（1832年1月） - 没年未詳）は、江戸時代末期から明治時代初期の薩摩藩の下級武士。妻は大久保利世の4女で、大久保利通の妹・ミネ。
幕末に義兄の大久保利通とともに上京し、明治維新後は警視庁の創設に関わる。のちの中警視。大久保が公共事業に私財を投じ、国の借金を個人で埋めていたため、近義とミネに借金をしていた。

## 子女
- 長男・石原助熊 - フランス、パリに留学し、「最新果樹栽培法」[2]を記し、ヨーロッパの果樹栽培の技術を日本に紹介した。
- 次男・彌助 - 陸軍中佐、田中工業社長[3]
- 長女・ゑい - 矢野二郎の妻
- 次女・イチ - 前田正名の妻
- 三女・貞子 - 農学者の本田幸介の妻

## 栄典
- 1886年（明治19年）7月8日 - 正六位[4]
- 1889年（明治22年）11月29日 - 大日本帝国憲法発布記念章[5]。